# 골드 브릭
"골드 브릭"(영어: CASH)은 2023년 공개한 프랑스의 코미디, 드라마 영화이다. 제레미 로장이 감독과 각본을 맡았다.

## 출연진

### 주연
- 라파엘 퀴나르 - 다니엘 역
- 이고르 고테스만 - 스캐니아 역

### 조연
- 아가트 루셀 - 비르지니 역
- 앙투안 고이 - 패트릭 역
- 니나 뫼리스 - 베아트리스 역
- 그레구아르 콜랭 - 브라이스 누가롤리스 역
- 유세프 하이디 - 앤지 역
- 스테판 워즈토위츠 - 호세 코왈스키 역
- 푸 나바 - 티토 역
- 유네스 부시프 - 미카엘 역
- 왈리드 벤 마브룩 - 요니 역
- 슬리마느 다지 - 슈미 역